# ABC 80
ABC 80（Advanced BASIC Computer 80）はスウェーデンのデータインダストリエ社（DIAB）の設計で、モータラ（Motala）のルクソール社で1970年代遅く（最初のモデルは1978年8月）から1980年代初めに製造されたホームコンピュータである。

## 概要

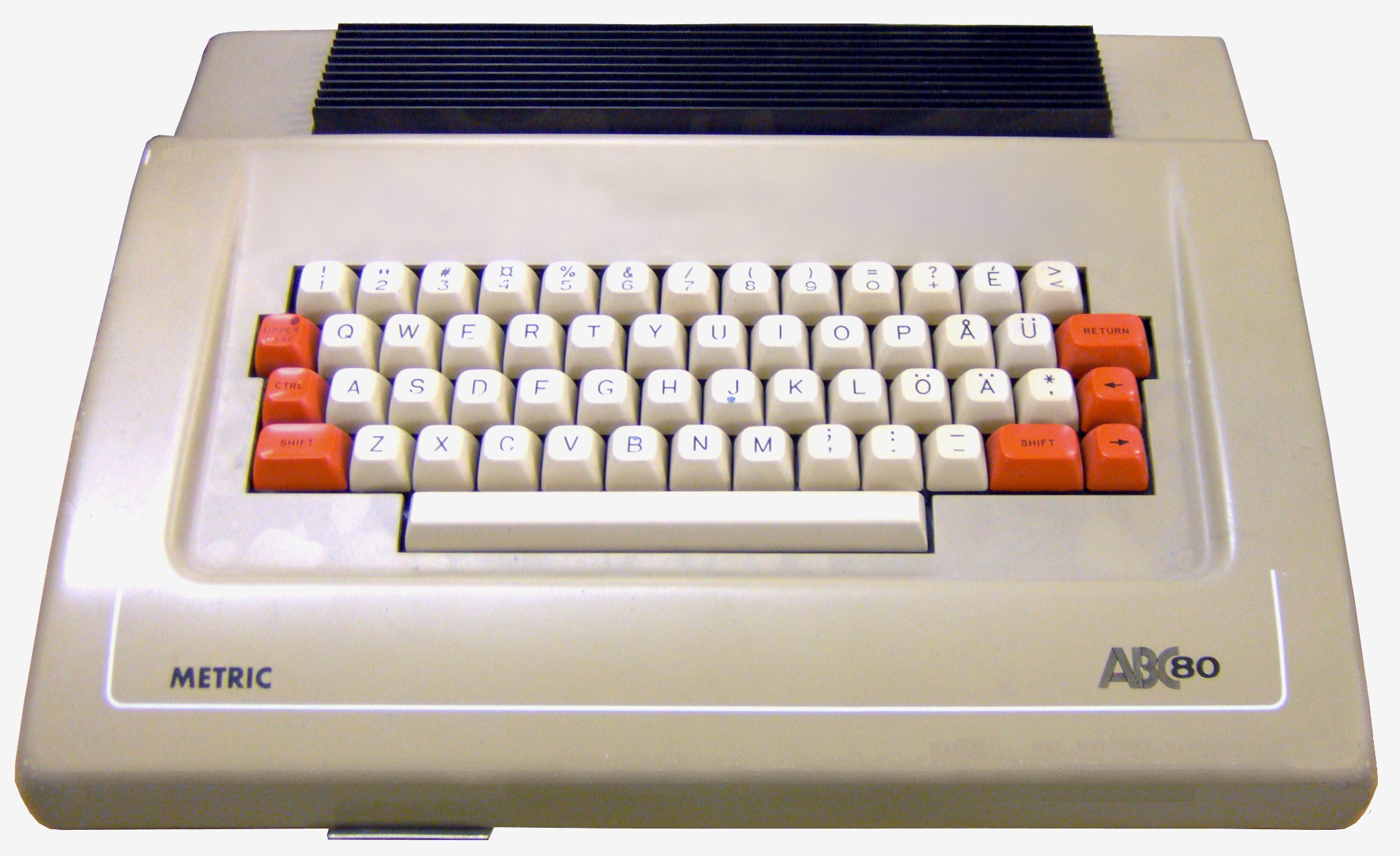
ABC 80

ABC 80は3 MHzで動くザイログ Z80を基本に16KBのRAM（32KBまで拡張可）と高速のセミコンパイリングのBASICインタプリタを内蔵した16KBのROMを搭載していた。
ABC 80は通常プログラムとデータの記憶装置として専用の（同梱されていた）テープレコーダーを使用したが、ディスクドライブ（と、その他多くの周辺機器）を拡張することもできた。8-ビットの出力ポートに接続するテキサス・インスツルメンツ SN76477（Texas Instruments SN76477）サウンドチップを搭載した音声装置が幾つか製造されたが、チップの機能を制御する方法を持たなかったため音色は固定の96色に限定されていた。ディスプレイはコンピュータ用に改造された白黒テレビ（ルクソール社はテレビも製造していたので明白な選択）であった。
ABC 80は、ハンガリーの（Budapesti Rádiótechnikai Gyár）社でBRG ABC80という名称でライセンス生産もされた。BRG ABC80は同一のキーボードを使用していたが筐体はオリジナルのプラスチック製の替わりに金属製であった。

## 人気
ABC 80はスウェーデンで大ヒットし、そのスウェーデン語の事務用ソフトウェアのおかげで成長しつつあるパーソナルコンピュータ市場で大きなシェアを握った。ABC 80の愛好家はその良好なBASICと拡張可能なバスからABC 80を擁護したが、家庭用の市場では専用ディスプレイの代わりに通常のテレビを使用できる新しい廉価モデルを投入しても1980年代初めに出現したカラーグラフィックとより良い音声機能を持つゲームコンピュータには対抗できなかった。
ルクソール社はより大容量のメモリと'高解像度'のグラフィックスを持つABC 800シリーズで数年間はオフィス市場で首位を保った。1985年にルクソール社はIBM PCに対抗してUNIXコンピュータの不運なABC 1600とABC 9000シリーズで競合しようとしたが敗退した。
右も参照：Compis

## 性能
ABC 80の性能が同時代のパーソナルコンピュータと比較してどうであったのかを見るために1982年にスウェーデンのミクロダートルン（Mikrodatorn）誌が、米国のキロボード誌（Kilobaud Magazine）が定義した8本の短いBASICプログラム（BM1からBM8という名称）（英国の雑誌パーソナル・コンピュータ・ワールド誌：Personal Computer Worldが新しいマシンをテストするのにいつも使用している）を使用したベンチマーク・テストを実施した。結果としてABC 80のセミコンパイリングBASICインタプリタは他の人気マシンで使用されているほとんどのBASICよりも速い（特に整数型変数を扱う場合に）ということが分かった。著名なコンピュータとの比較結果は以下の通りである。（時間は秒）：
```
                        BM1   BM2   BM3   BM4   BM5   BM6   BM7   BM8
ABC 80 
整数型
           0.3   1.1   3.5   3.5   3.6   5.8   9.3   6.5
ABC 80 
浮動小数点数
     1.0   2.1   11.0  11.0  12.5  17.5  24.0  13.0

IBM PC                  1.5   5.2   12.1  12.6  13.6  23.5  37.4  3.5

Apple III
               1.7   7.2   13.5  14.5  16.0  27.0  42.5  7.5

VIC-20
                  1.4   8.3   15.5  17.1  18.3  27.2  42.7  9.9
ZX81  "高速モード"      4.5   6.9   16.4  15.8  18.6  49.7  68.5  22.9
```

この表から分かることはABC 80がIBM PCよりも整数型を扱う場合で4.7倍、浮動小数点数で最大2.5倍速いということである。しかし半最適化された冪乗アルゴリズムのためにABC 80はBM8（ABC 800では固定）では遅かった。廉価なシンクレア ZX81と比較するとABC 80は単純ループのBM1（ZX81は高速モードで作動、つまり連続画面表示は無）では実質15倍速かった。

## ABC 80に関する書籍
技術的な興味がある向きにはグンナル・マルケショー（Gunnar Markesjö）著のマイクロコンピュータ ABC（Mikrodatorns ABC）にABC 80の回路構成が掲載されている。本書はデジタル電子工学とマイクロコンピュータの原理（電子工学の一般知識の修得）の入門書であるが、どのように作動するのかと何故その方法が採られているのかの詳細な説明と共にほぼ全てのコンピュータを網羅する多量のブロック図と部分的な回路図が掲載されている。